# HD 174569
HD 174569，又名BD+10 3685，SAO 104170、HR 7099，是一颗恒星，视星等为6.55，位于銀經42.65，銀緯5.13，其B1900.0坐标为赤經18h 46m 3.3s，赤緯+10° 5.13′ 34″。